# Angelina Monti
 (septembre 2019).
Si vous disposez d'ouvrages ou d'articles de référence ou si vous connaissez des sites web de qualité traitant du thème abordé ici, merci de compléter l'article en donnant les références utiles à sa vérifiabilité et en les liant à la section « Notes et références ».
Angelina Monti (née le 22 août 1941 à Rimini) est une chanteuse italienne, faisant carrière en Allemagne.

## Biographie
Angelina Monti, fille d'un violoniste d'orchestre, grandit en Italie. À la fin de ses études, elle suit des cours de chant et devient choriste dans l'orchestre de son père. Au cours d'une tournée de l'orchestre au milieu des années 1950, la Süddeutsche Rundfunk découvre la jeune chanteuse et l'invite à enregistrer en studio. La famille Monti s'installe en Allemagne.
La maison de disques Telefunken lui fait signer un contrat et produit fin 1959 le premier single des titres Junge Liebe et Amigo mio. La face Junge Liebe est la reprise de My Problem, chanson sans succès de la chanteuse américaine de country Barbara Allen. Dans les enregistrements suivants, Telefunken fait preuve de peu de sens. Le deuxième single Wir wollen niemals auseinandergehn n'a aucune chance contre la version de Heidi Brühl. Telefunken sort 15 singles avec Angelina Monti jusqu'en 1963, aucun titre n'atteint les meilleures ventes. En 1965, elle sort un single chez Polydor, puis passe chez Vogue Allemagne, où elle a son seul succès notable avec le titre Robertino. Elle se présente à la sélection pour représenter l'Allemagne au Concours Eurovision de la chanson 1965, mais prend la deuxième place. Cette petite notoriété lui permet d'interpréter I Love You, Jo Walker, générique du film Le commissaire X traque les chiens verts, film italo-germano-yougoslave réalisé par Gianfranco Parolini, sorti en 1965, chez Ariola.
Bien que la carrière ne soti pas optimale, Angelina Monti a l'occasion de nombreuses apparitions publiques, telles que les émissions télévisées Musik aus Studio B ou Werner Müllers Schlagermagazin, ainsi que des tournées avec les orchestres de Kurt Edelhagen et Max Greger.
Plus tard, elle a des engagements de plusieurs semaines sur des navires de croisière et un contrat avec une chaîne hôtelière internationale, qui lui garantit des mois de représentations à Hong Kong et à Singapour. Sa résidence est à Wiesbaden, où Angelina Monti se produit occasionnellement en tant que chanteuse de jazz. À 70 ans, elle est en tournée en 2011 avec le Roy Frank Orchestra.

## Discographie
- Junge Liebe / Amigo mio, Telefunken 55224, 11/1959
- Wir wollen niemals auseinandergehn / Jonny warum bist du traurig, Telefunken 55238, 4/1960
- Ein bißchen Seligkeit / Mama, Telefunken 55239, 4/1960
- Sechzehn Gründe / Forever, Telefunken 55253, 5/1960
- Das Herz einer Mutter / Komm zu mir, Telefunken 55266, 9/1960
- Willst du immer bei mir bleiben / Tennessee Rosalie, Telefunken 55280, 11/1960
- Honolulu Moon / No Huhu, Telefunken 55301, 1/1961
- Iwan Iwanowitsch / Du hast mich vergessen, Telefunken 55334, 6/1961
- Ein süßes Tangolied / Er muß kein Torero sein, Telefunken 55400, 1/1962
- Tango Italiano / Boco Po Quito, Telefunken 55424, 3/1962
- Korsika / Wer will schon allein sein, Telefunken 55451, 6/1962
- Vorbei, vorbei / Einsam am Kai, Telefunken 55473, 11/1962
- Mexico Joe / Senor, Telefunken 55489, 3/1963
- Nur kein Playboy / Ganz im Geheimen, Telefunken 55716, 8/1963
- Danke schön / Rote Korallen, Telefunken 55741, 10/1963
- Drei rote Rosen / Das Walzerchen, Vogue 14145, 4/1964
- Goldener Fächer / Schau nicht fort, Vogue 14234, 11/1964
- Sie stand noch am Hafen / Verzeih mir, Polydor 52411, 12/1964
- Robertino / Komm mir entgegen, Vogue 14327, 3/1965
- I Love You, Jo Walker / Es war ein Frühlingstag, Ariola 18738, 3/1966
- Alles Schöne auf der Welt / Ein neuer Tag beginnt, Ariola 14142, 1968
- Alles wird wieder gut / Leben, Metronome 25020, 1968